# モンダリス＝バルネアリオ

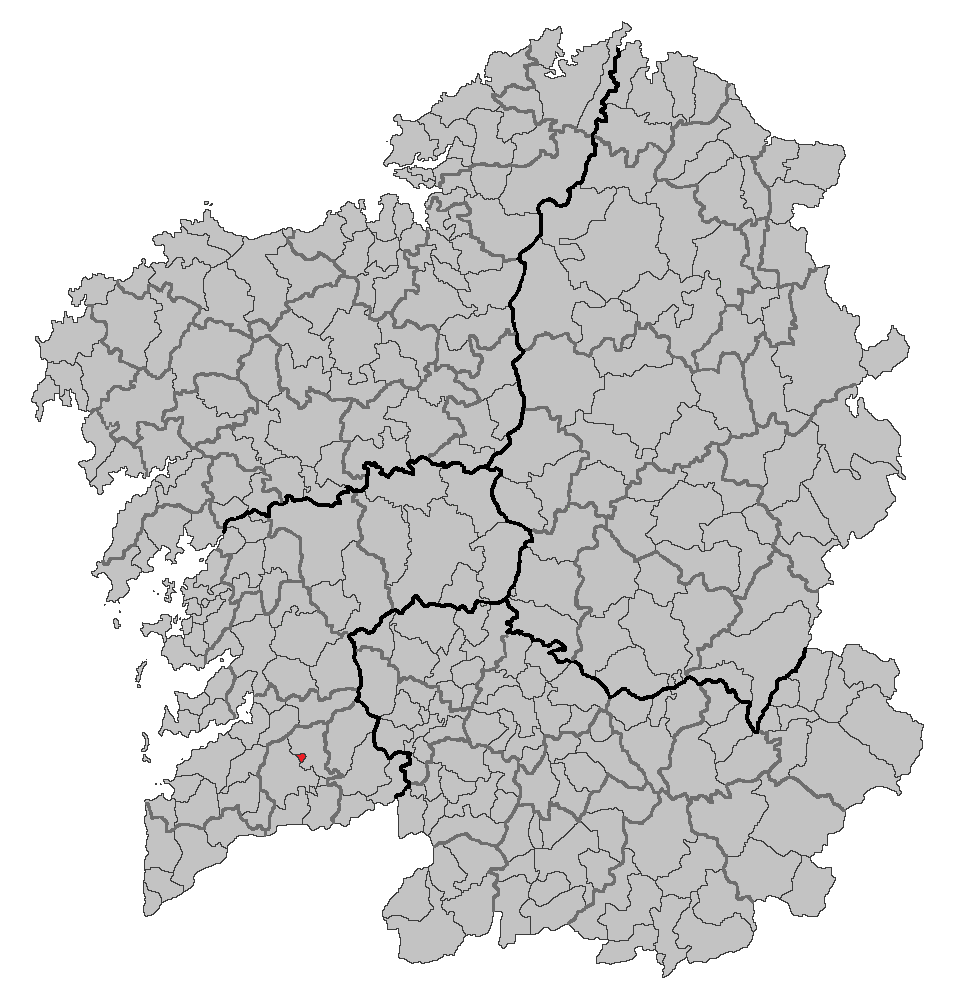
ガリシア州内の位置

モンダリス＝バルネアリオ（Mondariz - Balneario）は、スペイン、ガリシア州、ポンテベドラ県の自治体で、コマルカ・ド・コンダードに属する。ガリシア統計局によると、2012年の人口は690人（2009年：726人）。住民呼称は、男女同形のmondaricense。
ガリシア語話者の自治体人口に占める割合は91.33%（2001年）。

## 地理
モンダリス＝バルネアリオは、ポンテベドラ県の南部、コマルカ・ド・コンダードに属する。モンダリス＝バルネアリオは底辺を上にした三角形のような形をしており、北から南東、つまり、底辺と右辺はモンダリスと、残りの西南側、つまり左辺はポンテアレーアスの各自治体と隣接している。
モンダリス＝バルネアリオはポンテアレーアス司法管轄区に属す。

### 人口
住民は1つの教区内の3つの地区（集落）に居住する。
| モンダリス＝バルネアリオの人口推移 1930－2010           |
|                                                         |
| 出典:INE（スペイン国立統計局）1900年 - 1991年、1996年 - |

## 歴史
自治体内のコト・デ・シビダーデ地区でカストロ文化時代の定住跡が発見されている。また、ローマ時代のものとしてはローマ街道の遺構がテア川に残されている。
モンダリス＝バルネアリオはソブローソ城（Castelo de Sobroso）に程近く、ガンダラの泉によって、貴族が訪れることもしばしばであった。地元の言い伝えによると、1282年サン・ペドロ礼拝堂において、ポルトガル国王ドン・ディニスとイサベル・デ・アラゴンが結婚したという。
旧体制の下では、この地域はガリシア王国を構成した7つの県のひとつのトゥイ県に属していた。1833年11月30日の改革で、ソブローソ司法管轄区はポンテベドラ県に移管されることとなった。このときは、現自治体のモンダリス＝バルネアリオの領域は、モンダリスの一教区に属する地区にすぎなかったが、1904年その領域にトロンコーソ教区が設けられた。
20世紀初頭、企業家エンリケ・ペイナドールが、ガンダラの泉を修復再建し、保養施設を建造した。この施設は、たちまち資産家階級たちの集う逗留施設となった。
1924年11月30日、ノサ・セニョーラ・デ・ルルデス（ルルドの聖母マリア）をいただいた教区は、自治体として独立、自治体名には薬効のある水による保養所の意で、バルネアリオが付け加えられた。1925年4月17日には国王アルフォンソ13世によって、"Muy Hospitalaria Villa"（「非常に居心地のいい村」の意）の称号が授けられた。

## 政治
自治体首長はガリシア国民党（PPdeG）のホセ・アントーニオ・ロレンソ・ロドリゲス（José Antonio Lorenzo Rodríguez）。自治体評議員はガリシア国民党：5、ガリシア民族主義ブロック（BNG）：2となっている（2011年5月22日の自治体選挙結果、得票順）。
| 1999年6月13日自治体選挙 |        |        |          |
| 政党                    | 得票数 | 得票率 | 獲得議席 |
| PPdeG                   | 323    | 63.83% | 5        |
| BNG                     | 122    | 24.11% | 2        |
| PSdeG-PSOE              | 49     | 9.68%  | 0        |

| 2003年5月25日自治体選挙 |        |        |          |
| 政党                    | 得票数 | 得票率 | 獲得議席 |
| PPdeG                   | 339    | 62.55% | 5        |
| BNG                     | 184    | 33.95% | 2        |
| PSdeG-PSOE              | 5      | 0.92%  | 0        |

| 2007年5月27日自治体選挙 |        |        |          |
| 政党                    | 得票数 | 得票率 | 獲得議席 |
| PPdeG                   | 338    | 66.02% | 5        |
| BNG                     | 121    | 23.63% | 2        |
| PSdeG-PSOE              | 48     | 9.38%  | 0        |

| '2011年5月22日自治体選挙 |        |        |          |
| 政党                     | 得票数 | 得票率 | 獲得議席 |
| PPdeG                    | 294    | 62.03% | 5        |
| BNG                      | 120    | 25.32% | 2        |
| PSdeG-PSOE               | 51     | 10.76% | 0        |

## 教区
モンダリス＝バルネアリオは1つの教区で構成されている。
- モンダリス＝バルネアリオ（ノサ・セニョーラ・デ・ルルデス）

## ギャラリー

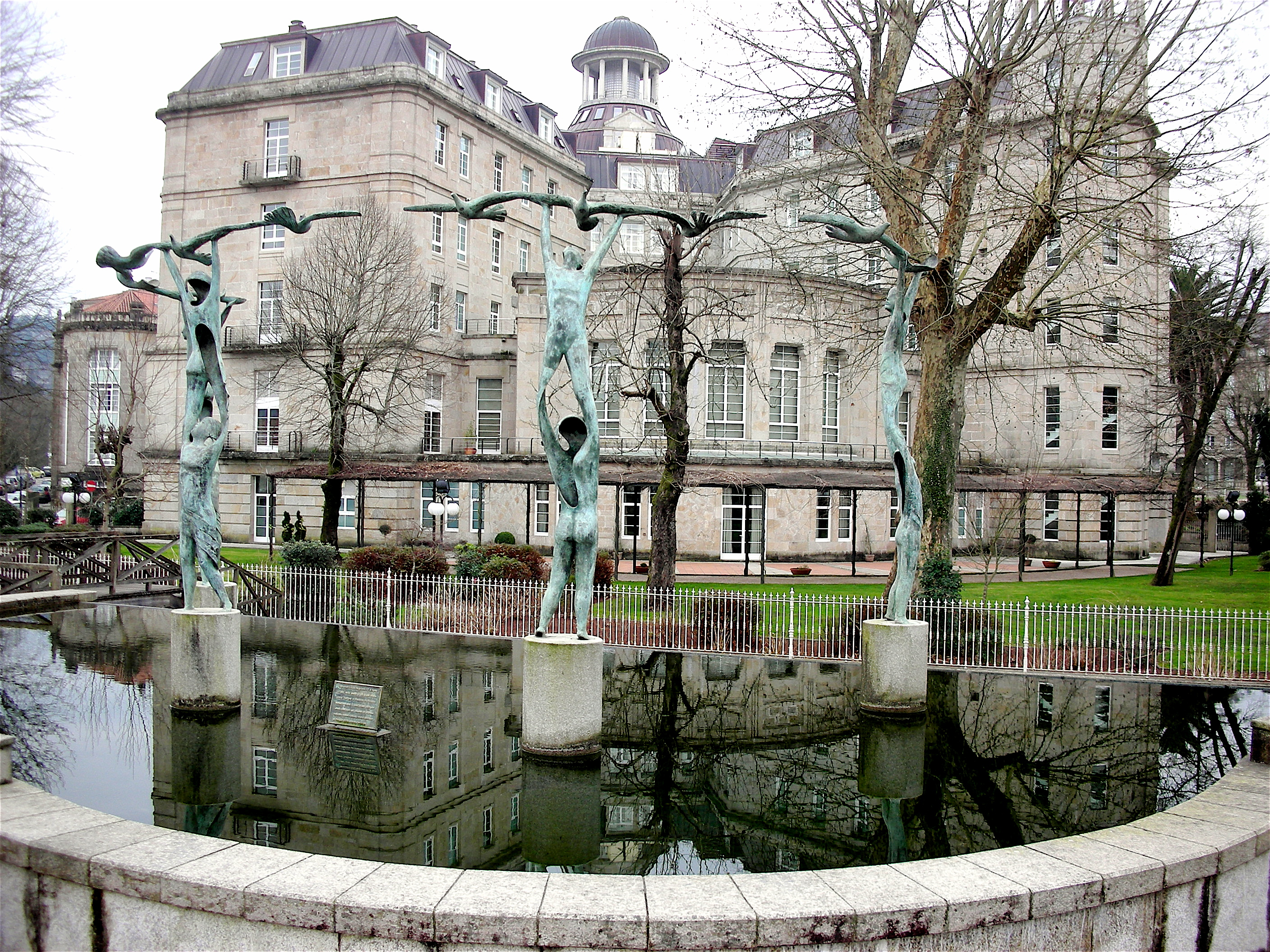
保養所
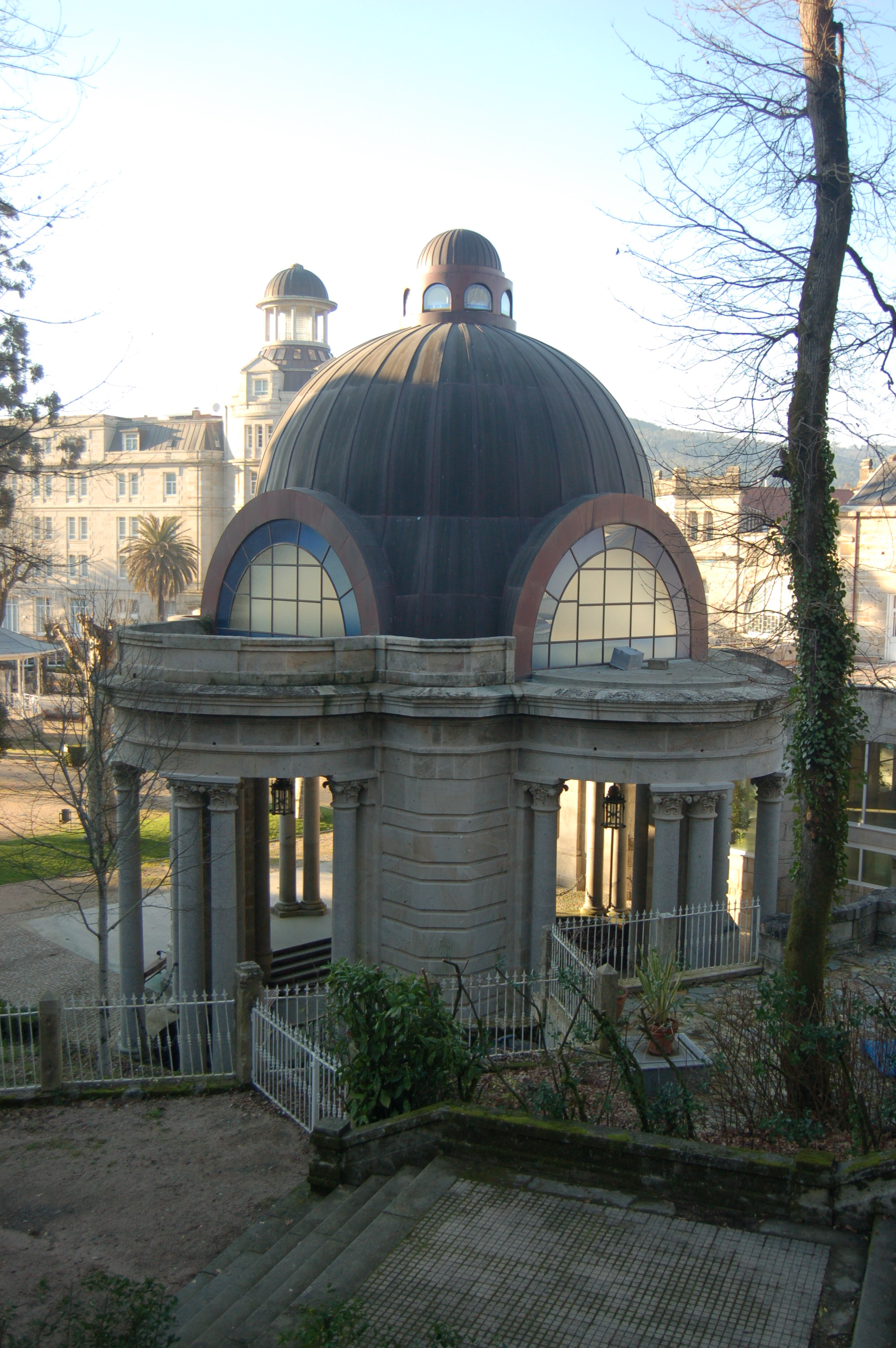
ガンダラの泉